# Ancona
Ancona egy olaszországi kikötőváros az Adriai-tenger partján. Ancona megye és egyúttal Marche régió fővárosa. Neve a görög nyelvből származik és könyököt jelent; ezt a kiszögellést nevezik „Itália könyökének”. Rómától 280 km-re északkeletre, Bolognától 200 km-re délre, Firenzétől 180 km-rel keletre fekszik.

## Elhelyezkedése
Az Adriai-tenger nyugati partján, a Conero-hegy északi vonulata által képzett félszigeten terül el. A félsziget alakítja ki az Anconai-öblöt. Mint minden Adria-parti olasz városból, Anconából is látszik a napfelkelte a tenger felől, de az egyetlen olyan város, ahonnan a naplementét is megfigyelhetjük a tengeren, mivel a félszigetet keletről is és nyugatról is áztatja a tenger. A város területe dombokon és völgyeken osztozik.

## Történelem
Kr. e. 387-ben alapította I. Dionüsziosz szürakuszai türannosz. Görög neve Ankón volt, a latin Ancon Dorica. A Római Birodalom az illír háború során foglalta el, Kr. e. 268-ban. A város már a kezdetektől igen jelentős volt, mert innen vezet a legrövidebb tengeri út Dalmatiába, ráadásul egy mészkőszirt védelmében ez az Adria teljes partján Itália egyetlen jó, természetes kikötője. Traianus császár megnagyobbíttatta a kikötőt, és egy rakpartot építtetett. A Római Birodalom bukása után a város a gótok, a longobárdok, majd a szaracénok kezébe került. A középkorban egy ideig független köztársaságként a Pentapolis városszövetséghez tartozott. I. sz. 774-ben Nagy Károly a pápai államnak adományozta. A franciák 1797-ben átmenetileg megszállták, és jelentős erődvárossá építették ki. A napóleoni háborúk után visszakerült a pápai államhoz, 1860-ig – Itália egyesítéséig – annak része maradt.

## Demográfia
Ancona népessége:

## Gazdaság
- Hadikikötő,
- halászat,
- hajógyártás,
- vegyipar,
- cukoripar.

Itt van az olasz hangszergyártás központja.

## Kultúra
Egyetemét 1965-ben alapították.

## Látnivalók

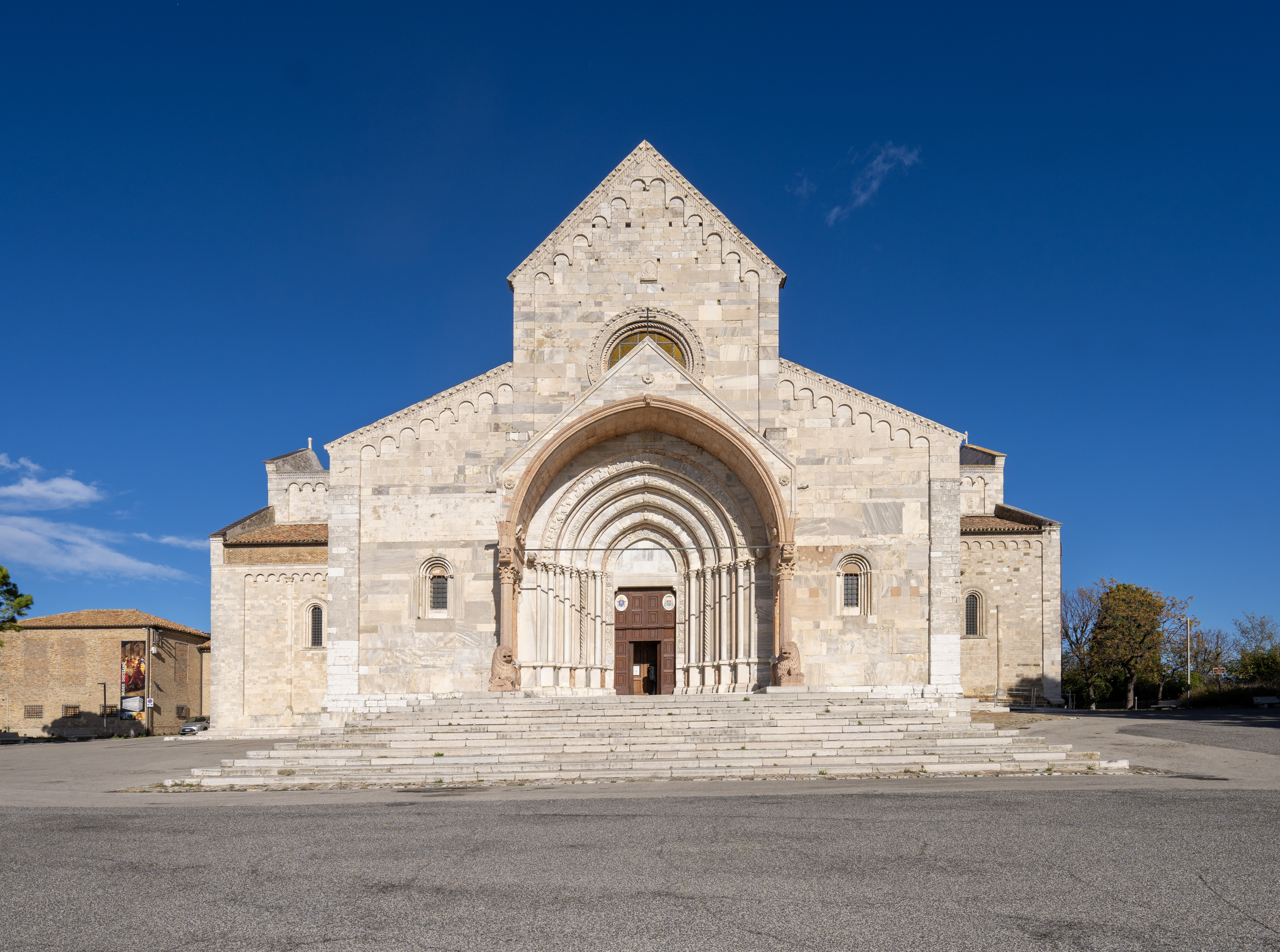
Il duomo di San Ciriaco

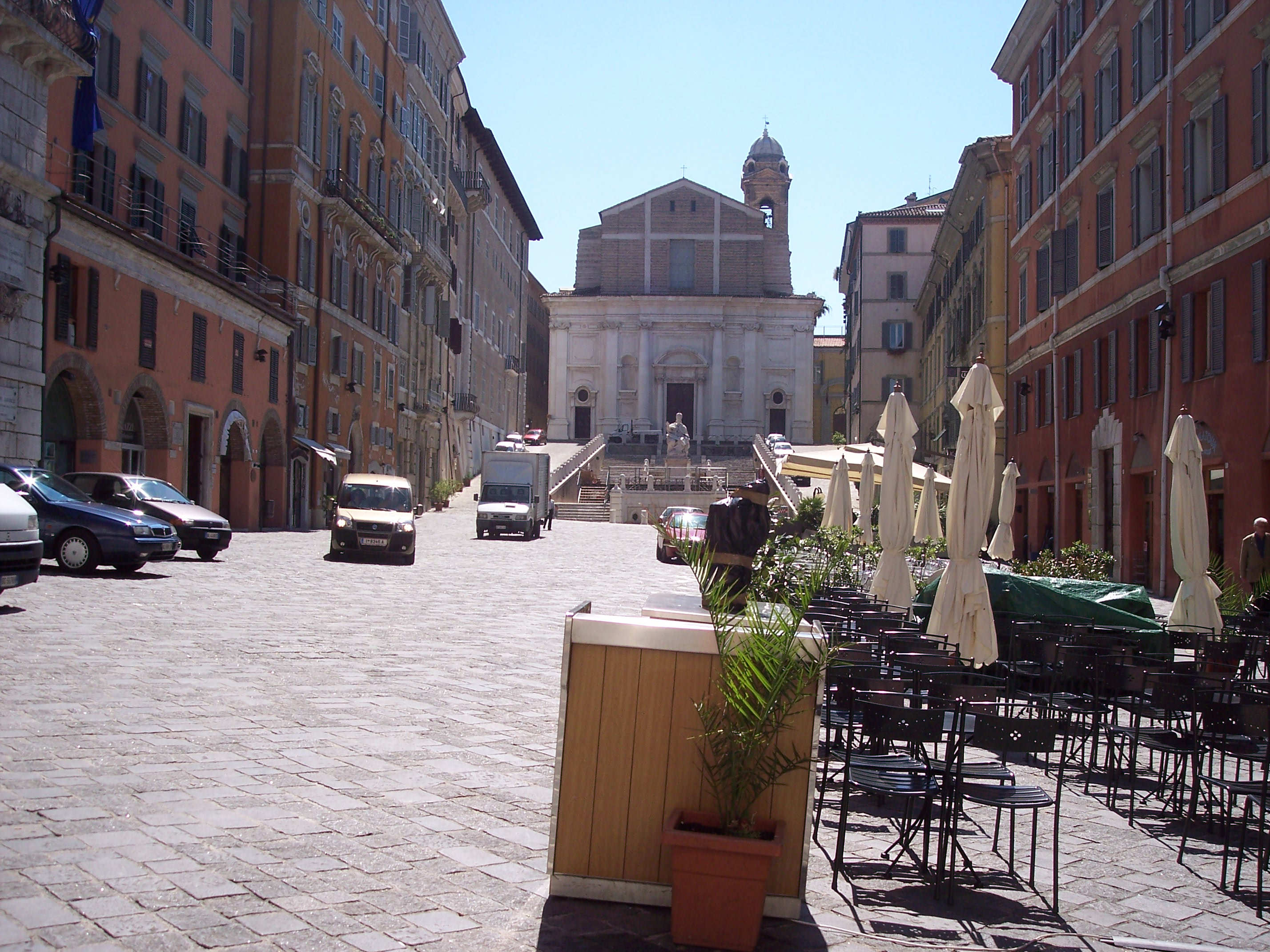
Piazza del Plebiscito

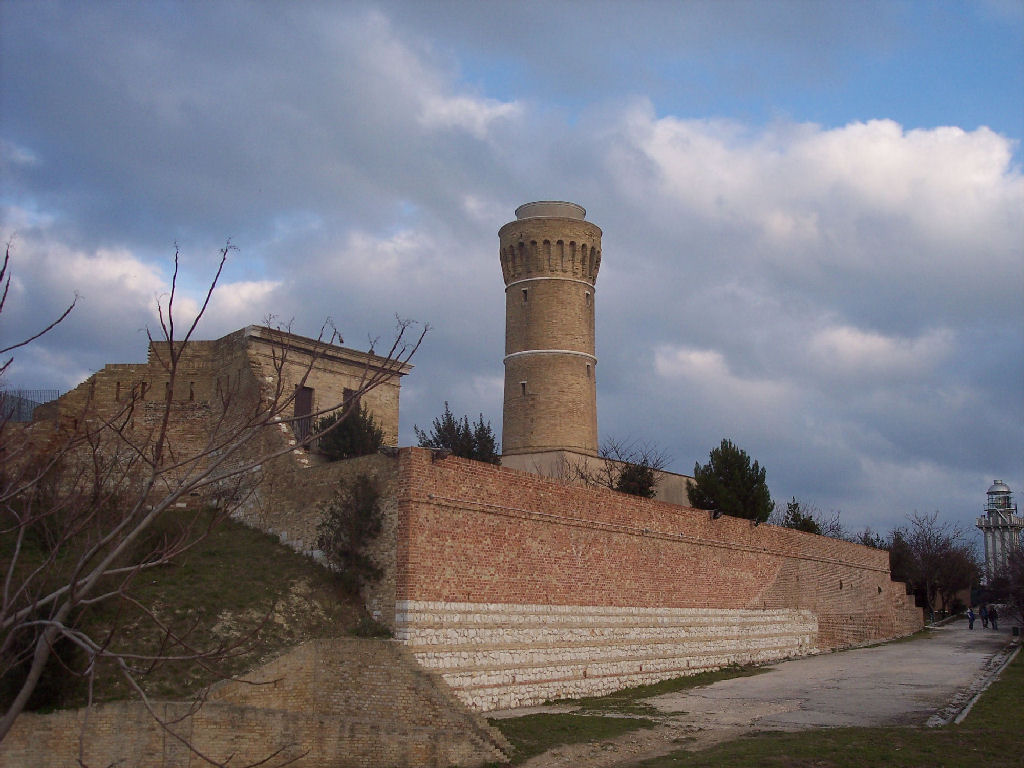
Faro vecchio

Az 1972-es földrengés számos épületét megrongálta.

## Templomok
- székesegyház (11–13. század, bizánci–román stílusú, görögkereszt alaprajzú, kupolás),
- Santa Maria della Piazza templom (12. század vége),
- Szent Ferenc-templom (1323; a kapuja 1455-ből),
- Chiesa del Gesù (1665).

### Múzeumok
- Francesco Podesti Képtár (Pinacoteca civica „Francesco Podesti”),
- Omero Állami Múzeum (Museo tattile statale Omero),
- Egyházi Múzeum (Museo diocesano di Ancona),
- Marche Nemzeti Archeológiai Múzeuma (Museo archeologico nazionale delle Marche),
- Ancona Városi Múzeuma (Museo della città di Ancona),
- Luigi Paolucci Természettudományi Múzeum (Museo di Scienze Naturali „Luigi Paolucci”).

## Egyéb
- Traianus császár diadalíve (115-ből a rakparton, vasúti mellékvágányok közt),
- Loggia dei Mercanti (börze, 1454–1458-ból),
- Ferretti-palota (Palazzo Ferretti), ebben rendezték be Marche Nemzeti Archeológiai Múzeumát,
- Mole Vanvitelliana erőd (18. század, ötszög alaprajzú, a kikötőben),
- a várostól 20 km-rel délkeletre van Loreto, Olaszország leghíresebb búcsújáró helye.

## Közlekedés
A Riviera del Sole tengerparti szakasz központi részén fekszik. A 20. század elején Ancona volt a Triesztből és Fiuméből érkező hajók legfontosabb kikötőhelye, de a második világháború után veszített forgalmából.
Jelenleg a következő hajótársaságok biztosítják az összeköttetést a Földközi-tenger kikötővárosaival:
- Adria Ferries (Dürres)
- Blue Line International (Split, Stari Grad, Vis)
- Jadrolinija (Split, Zadar)
- SNAV (Split)
- Superfast Ferries (Igoumenitsa, Patras)
- ANEK Lines (Igoumenitsa, Patras)
- Minoan Lines (Igoumenitsa, Patras)

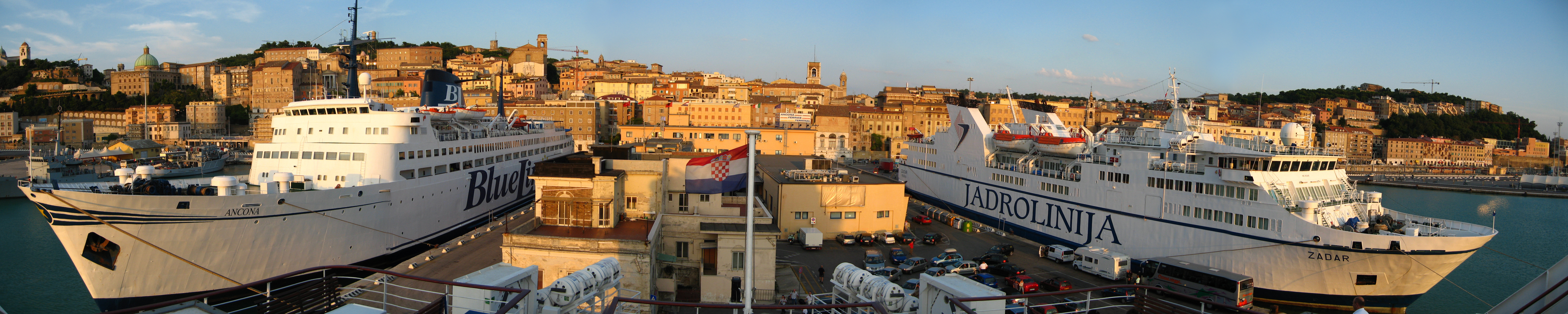
Komphajók Ancona kikötőjében

### Közúti közlekedés
Ancona könnyedén elérhető az A14-es autópályáról, valamint a Strada Statale 16 közútról.
A városban trolibusz is közlekedik.

### Vasúti közlekedés
Az anconai központi vasúti pályaudvar (La Stazione di Ancona) tranzitállomásként szolgál az Ancona–Lecce, a Bologna–Ancona és a Ancona–Orte-vasútvonalakon.
Rómából Anconába vezet Közép-Itália második legfontosabb vasúti útvonala, az Appenineken áthaladó Ancona-Foligno-Orte-Róma vasútvonal.
A vasútvonalak illetve autóutak alagúton, dombokon át tartanak a tengerpart irányába.

### Légi közlekedés
Ancona egy kisebb légikikötővel is rendelkezik, mely kb. 15 km-re ÉNY-ra, Falconara Marittima városka mellett található. A repülőtér neve: Aeroporto di Ancona (Raffaello Sanzio). Bár nem sok járat üzemel innen, mégis fontos szerepet tölt be a város és környéke közlekedésében. A közvetlenül elérhető főbb desztinációk: Róma (Fiumicino), Milánó (Malpensa), Párizs (Charles de Gaulle), München, Tirana, Temesvár és Moszkva.

## Híres emberek
- Eduard von Böhm-Ermolli, osztrák hadvezér (I. világháború)
- Franco Corelli, olasz tenor
- Vito Volterra, olasz matematikus, fizikus
- Luigi Albertini, olasz újságíró
- Franco Corelli, olasz lírai énekes
- Giorgio Fuà, közgazdász
- Emilio Ferretti olasz partizánvezér, politikus, az ANPI Marche elnöke
- Gabriele Ferretti kardinális
- Ciriaco de’ Pizzicolli vagy Ciriaco di Ancona, humanista, archeológus
- Francesco Podesti, olasz festőművész
- Galliano Rossini, olasz olimpiai bajnok (Melbourne 1956)
- Franco Scataglini, költő
- Duilio Scandali, költő
- Stamira, XII. századi itáliai hősnő
- Benvenuto Stracca, olasz közgazdász
- Vito Volterra, olasz matematikus

## Testvértelepülések
- Horvátország Split
- Szlovénia Ribnica
- Románia Galac
- Törökország İzmir
- Norvégia Svolvær
- Írország Castlebar

## Galéria

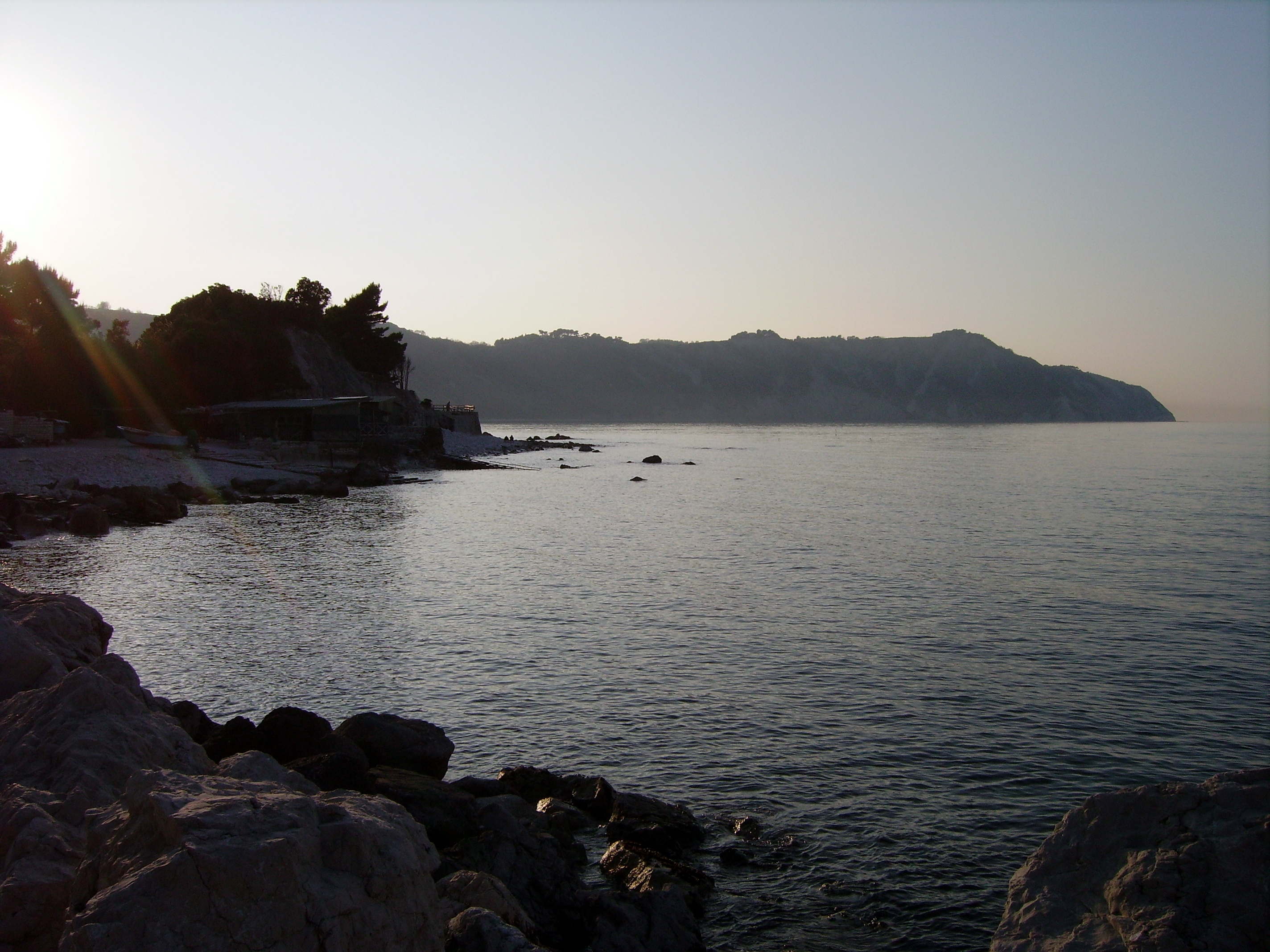
Naplemente Portonovonál
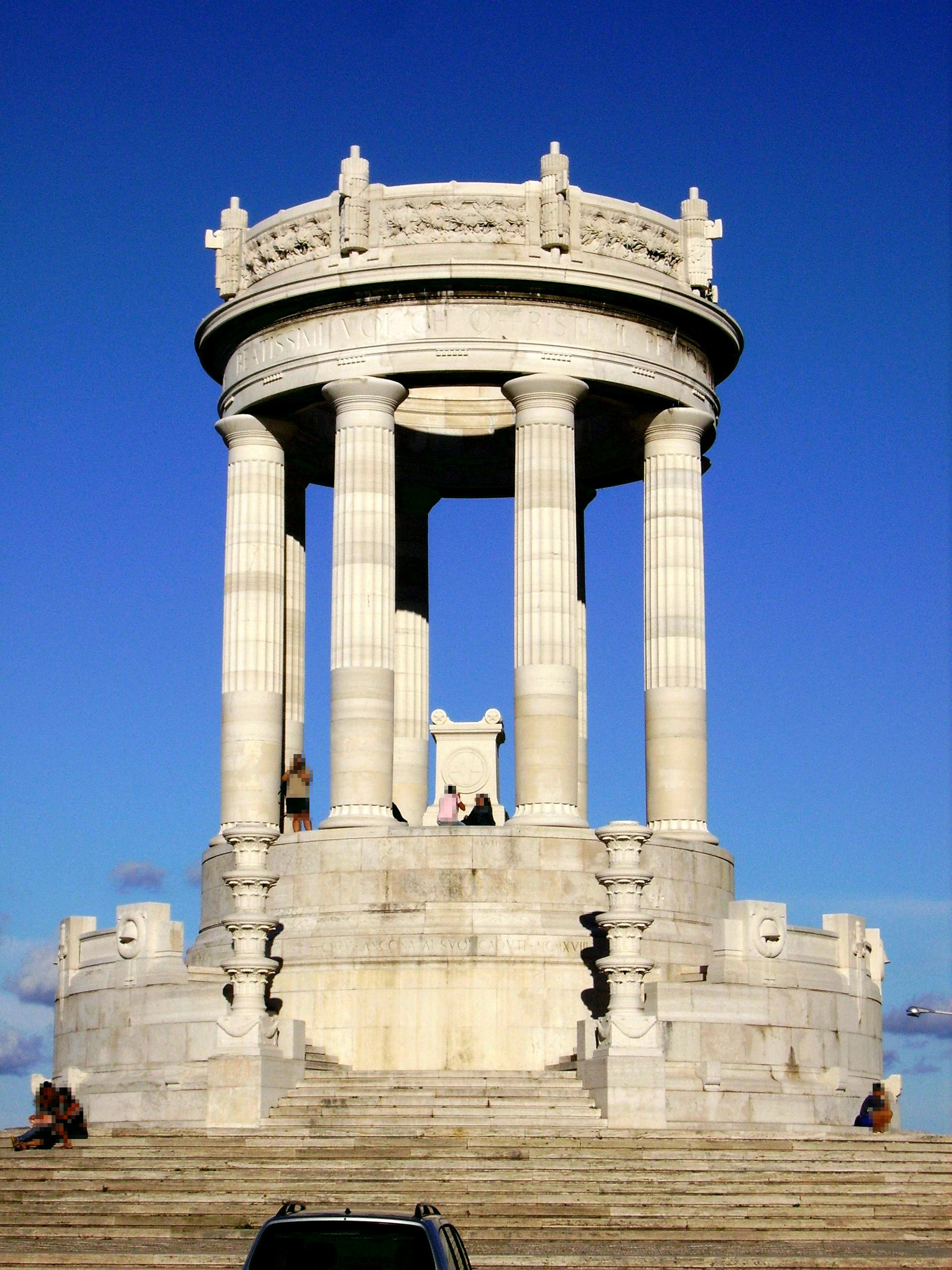
Emlékmű az első világháború áldozatainak
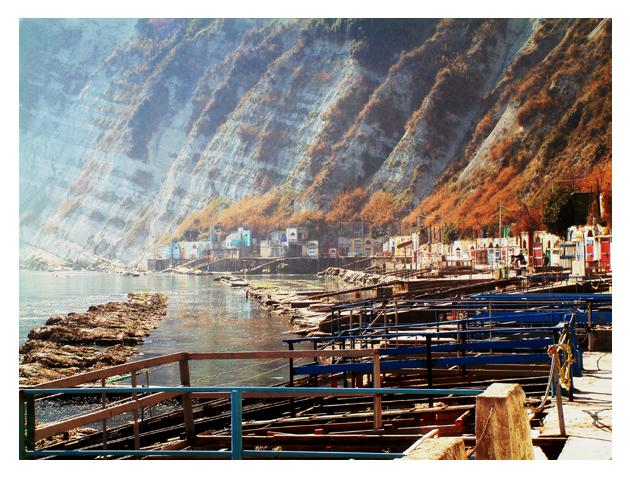
A Passetto strandja
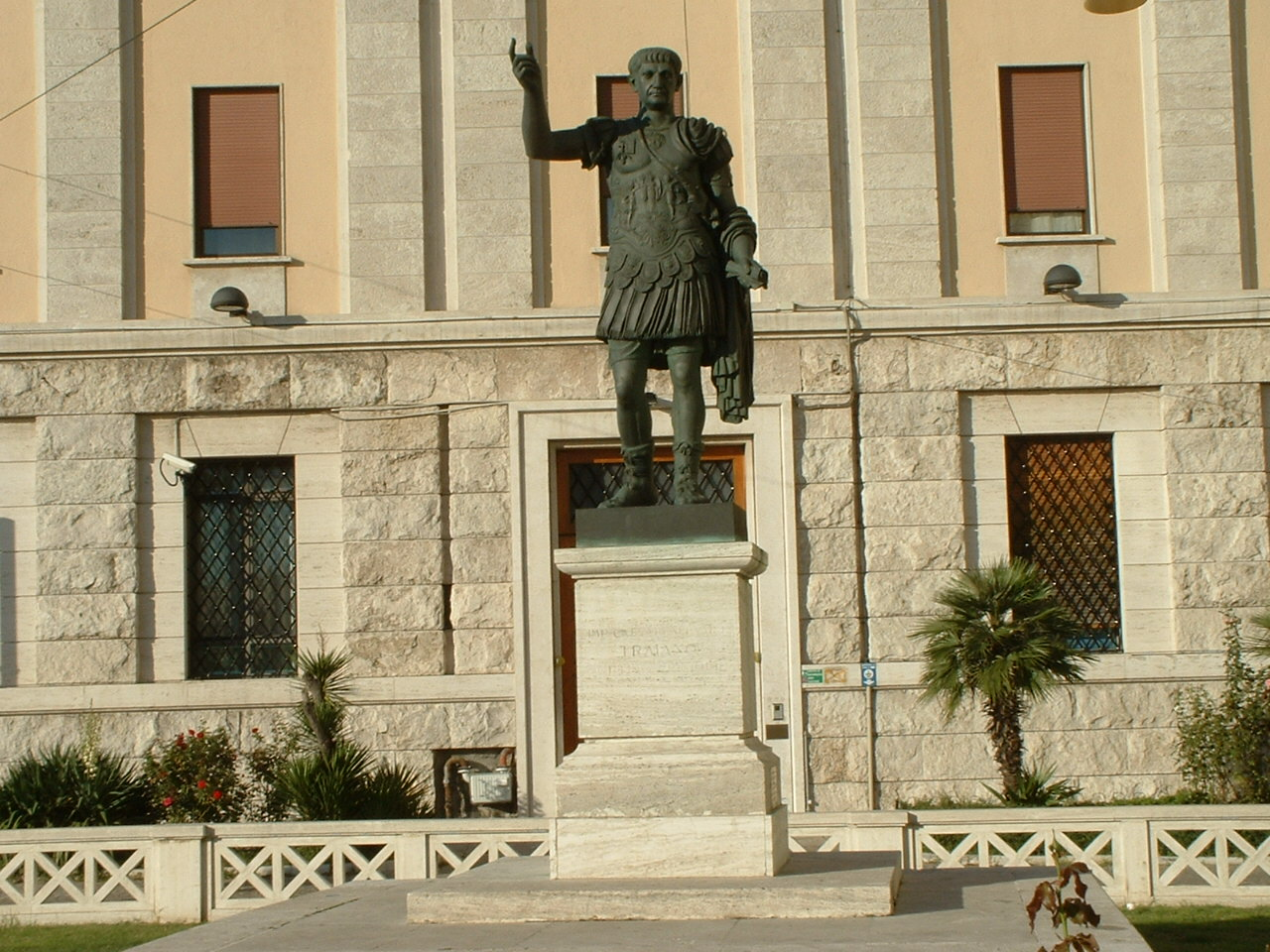
Traianus szobra
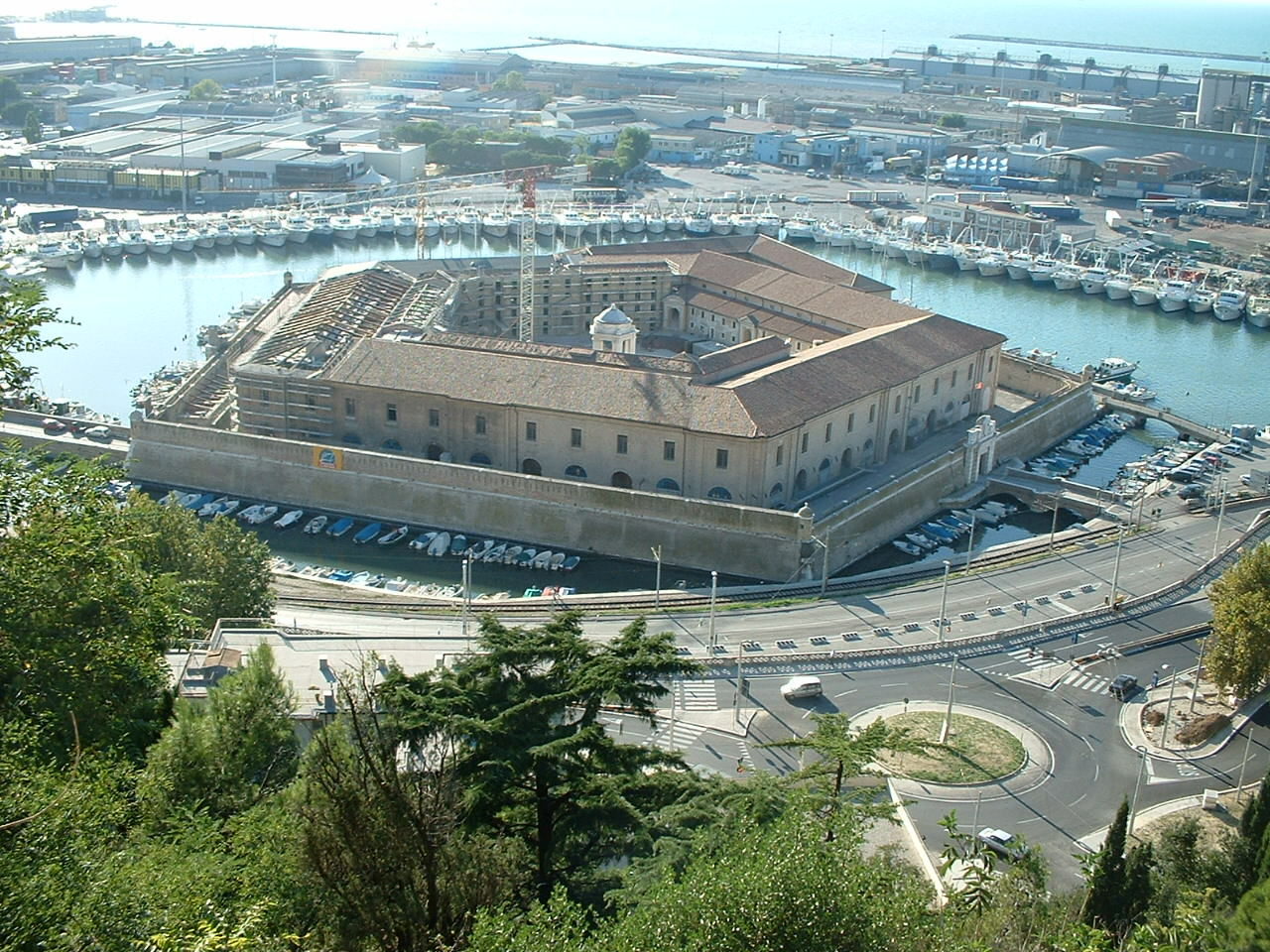
A Mole Vanvitelliana
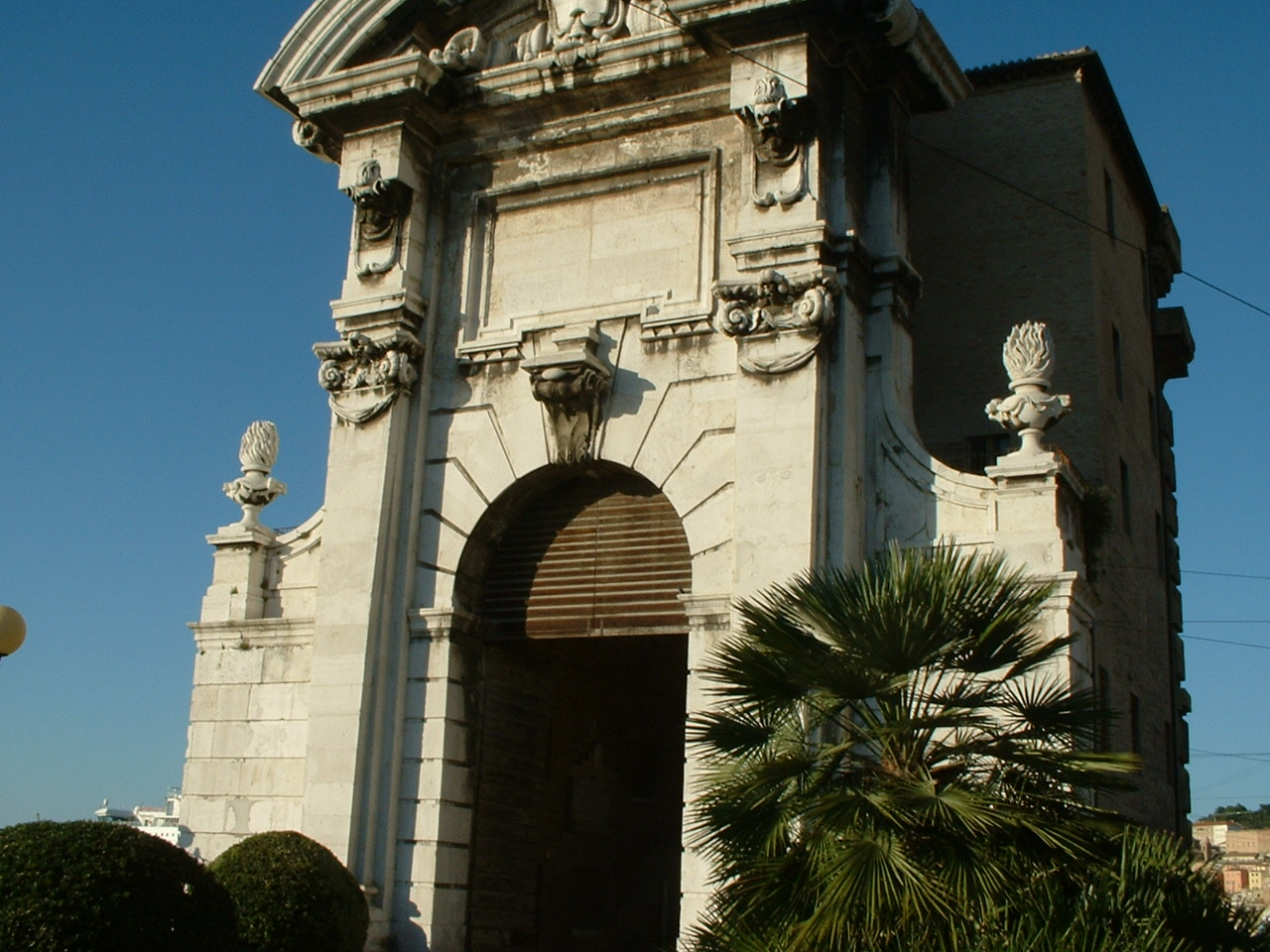
A Porta Pia diadalív
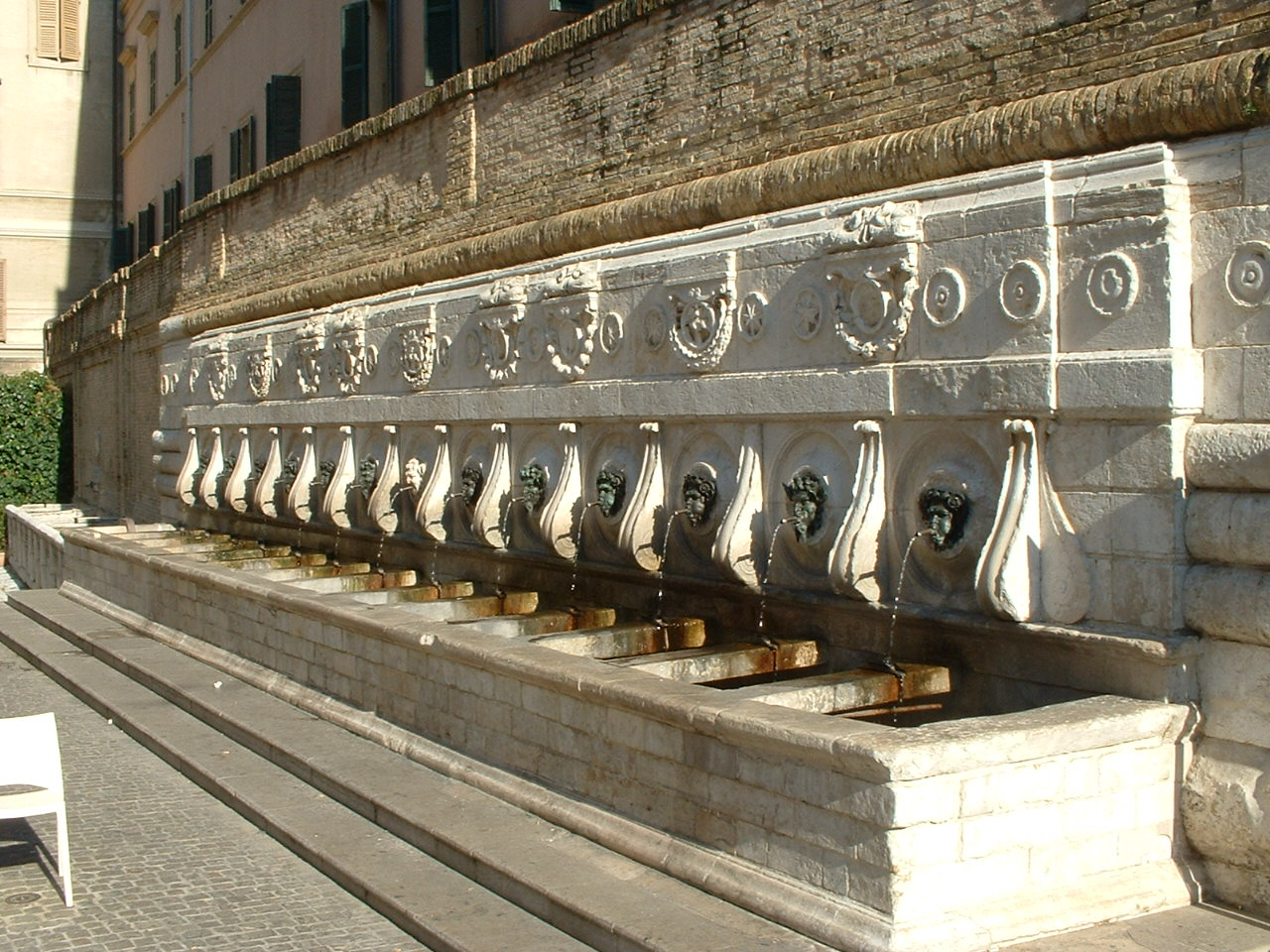
Szökőkút
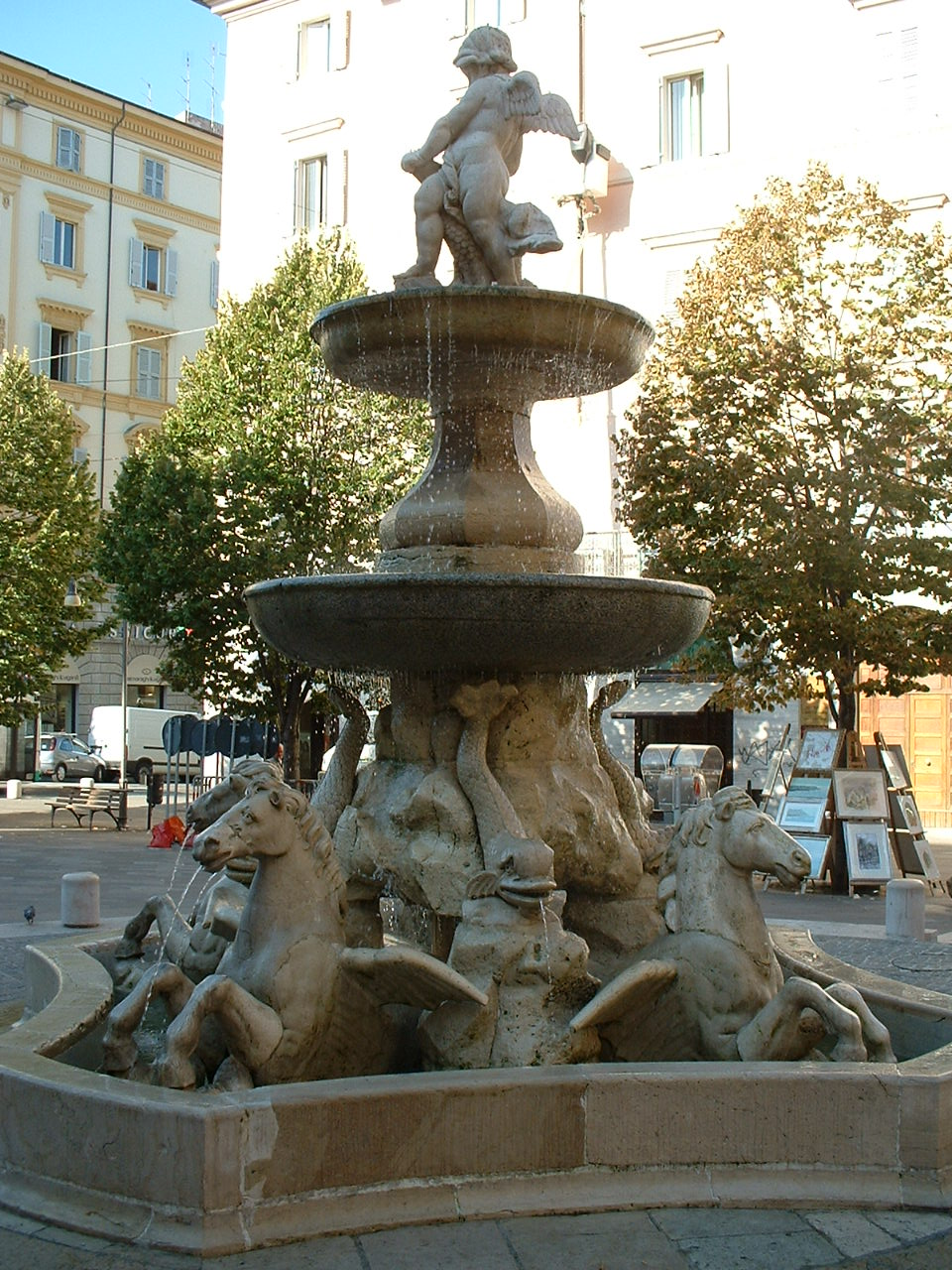
A lovas szökőkút
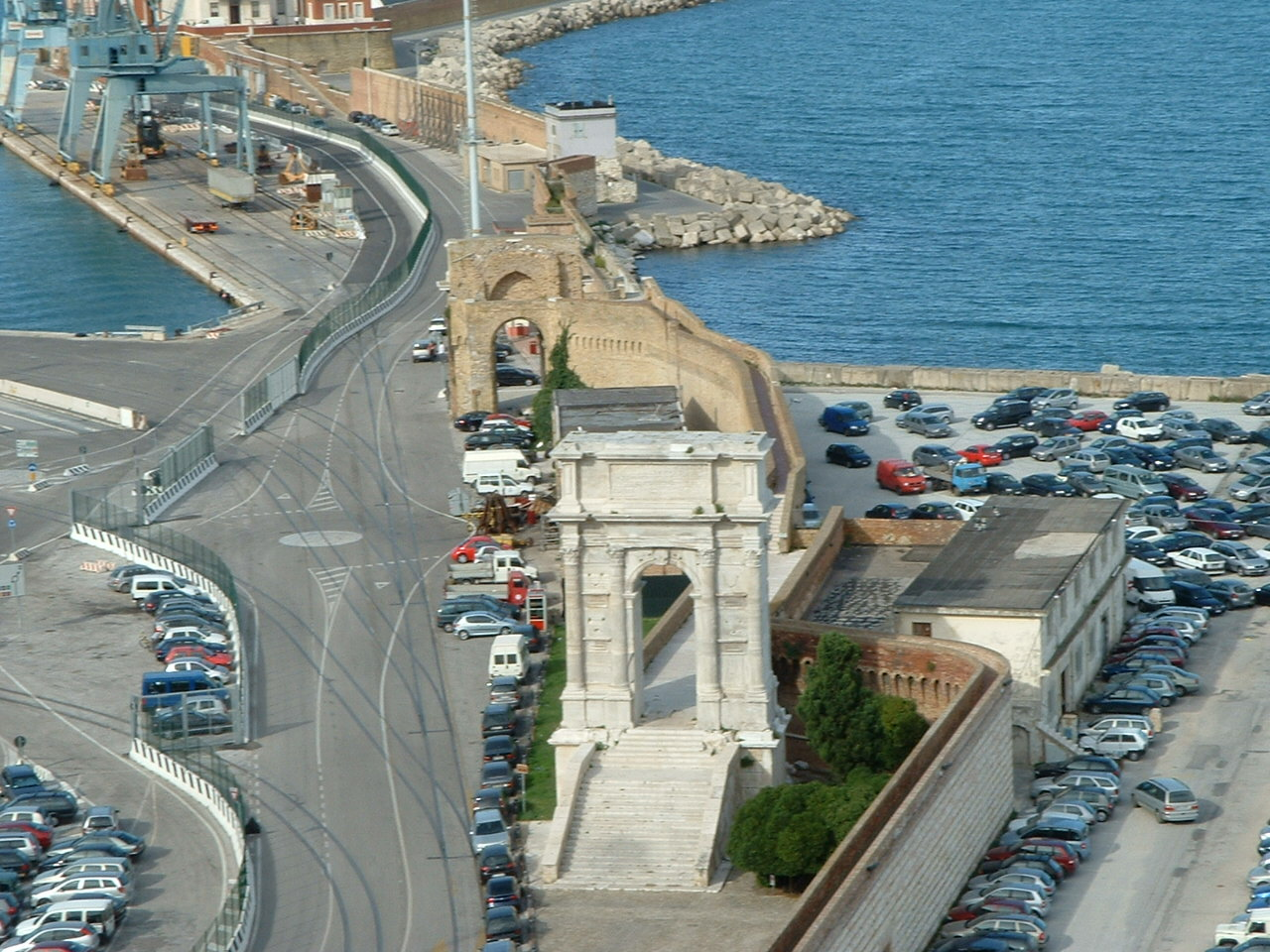
Traianus és Clementinus diadalíve
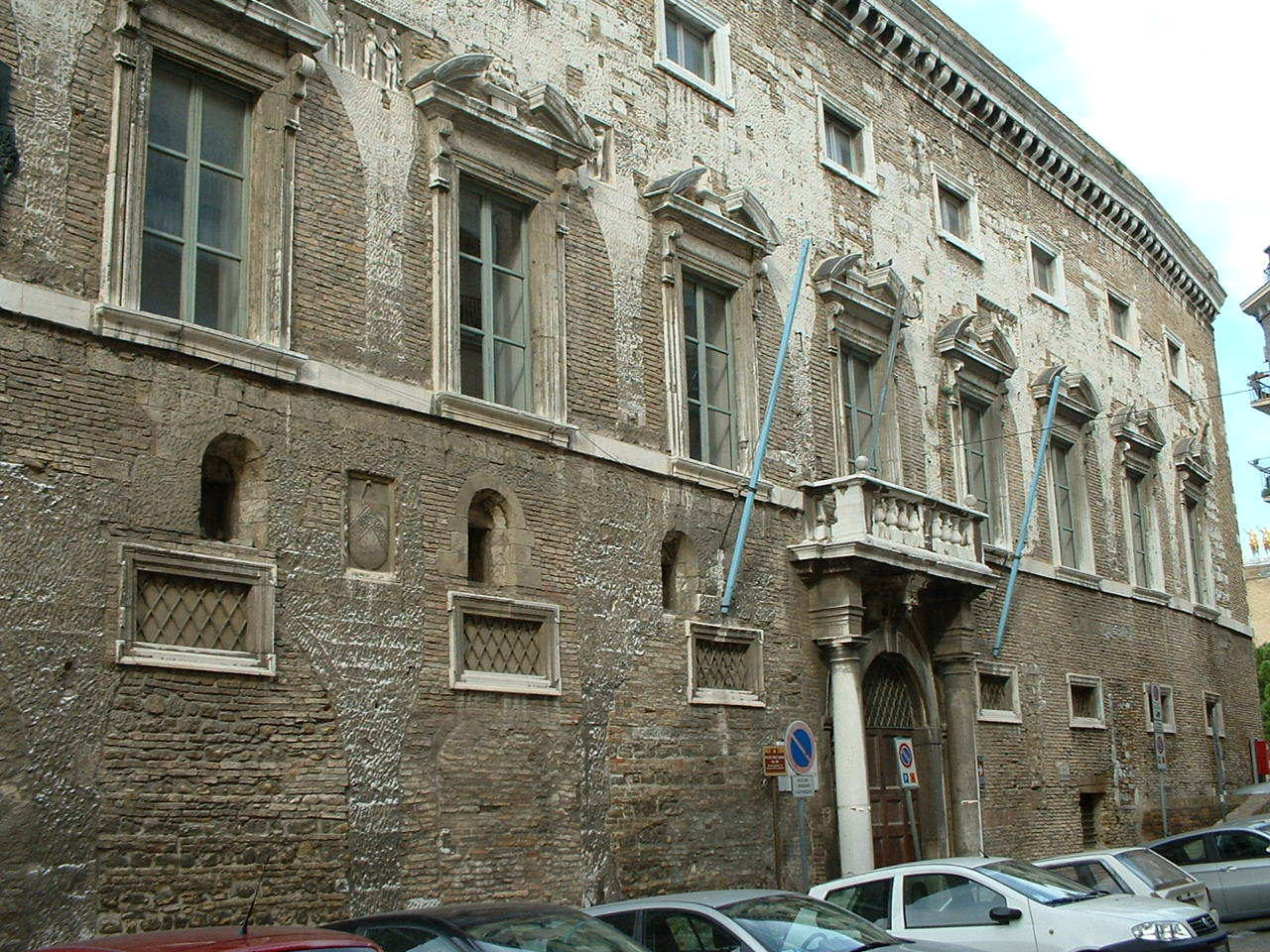
Palazzo degli Anziani
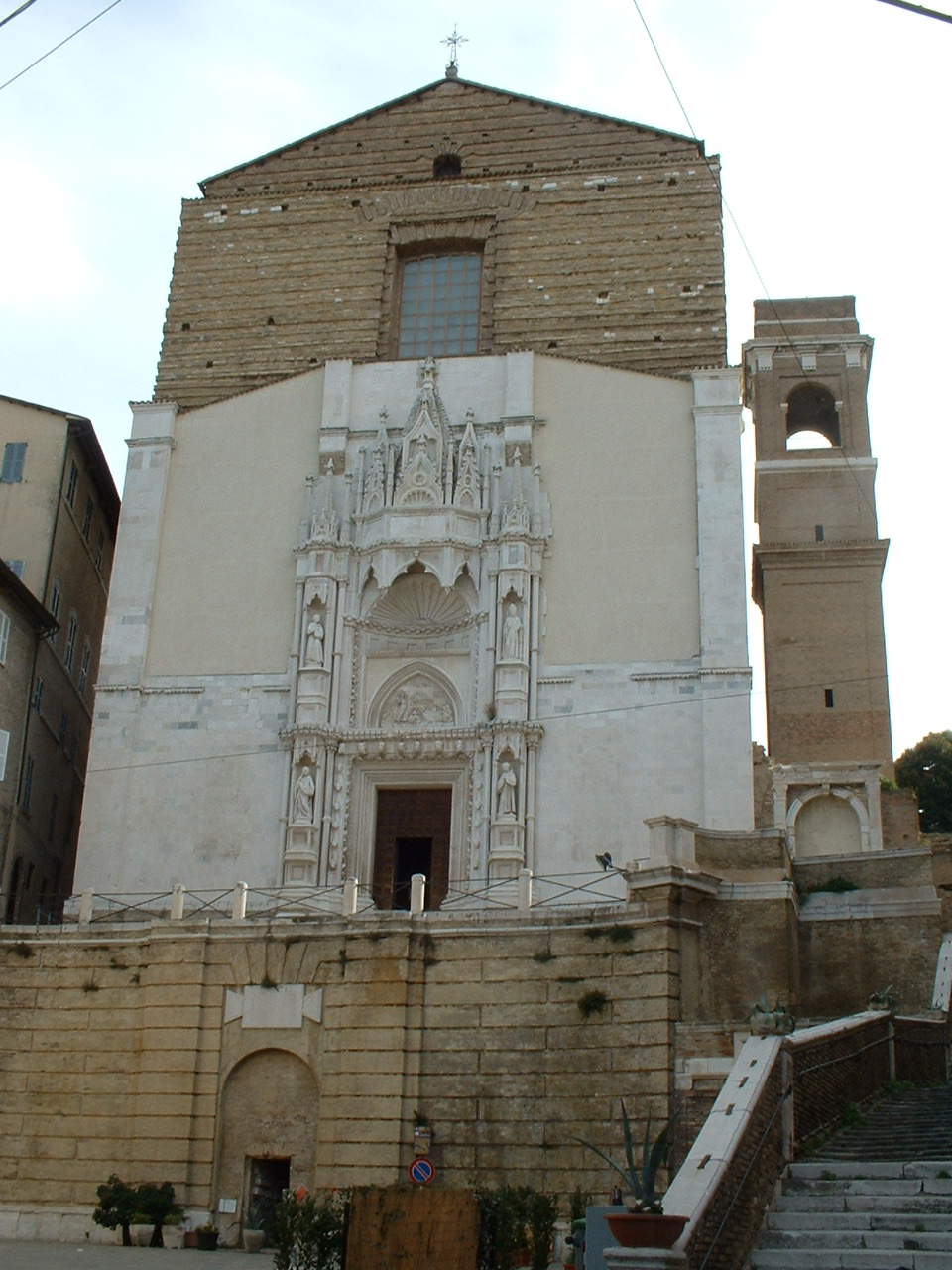
A San Francesco alle Scale templom
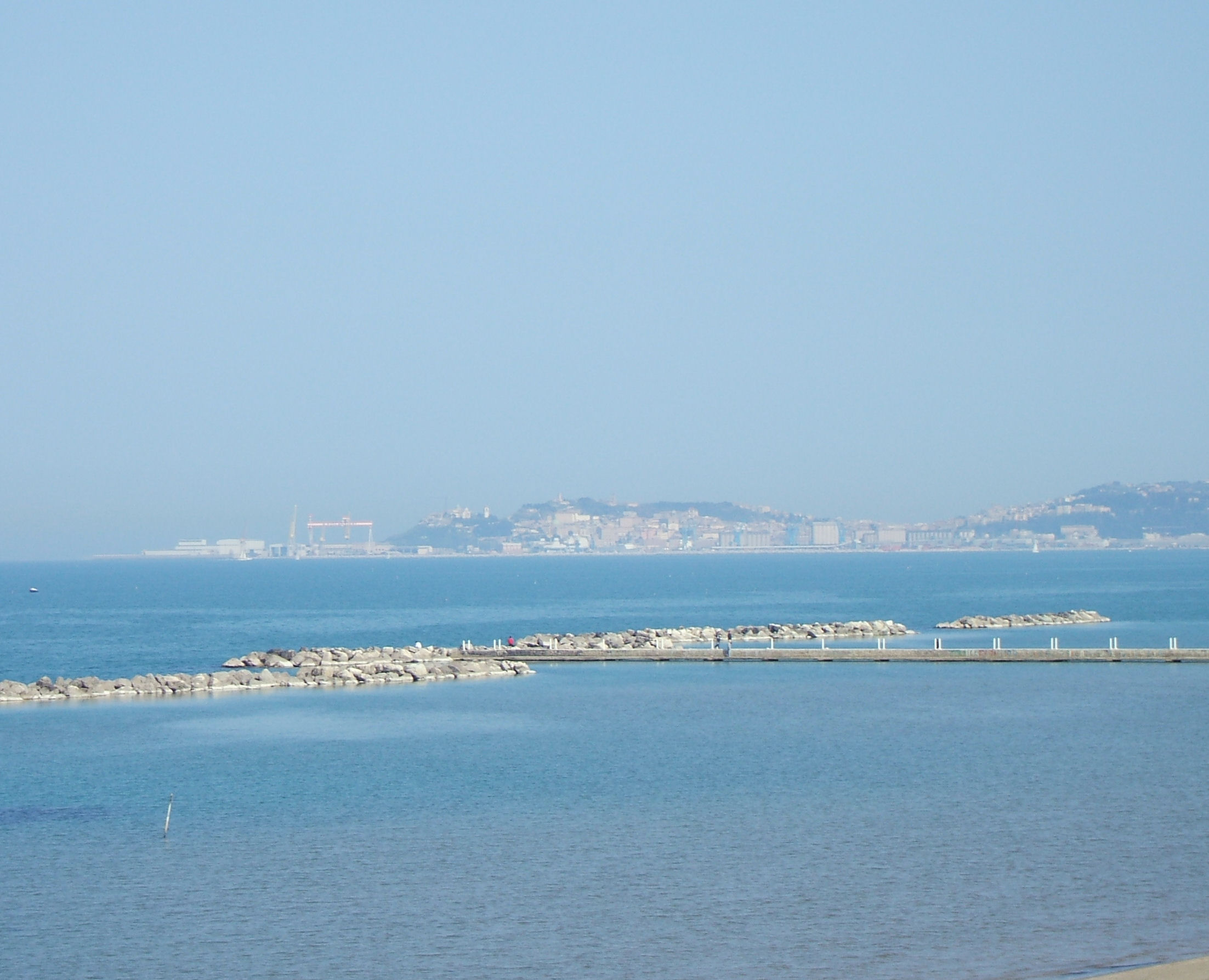
Ancona látképe Falconara Marittima felől
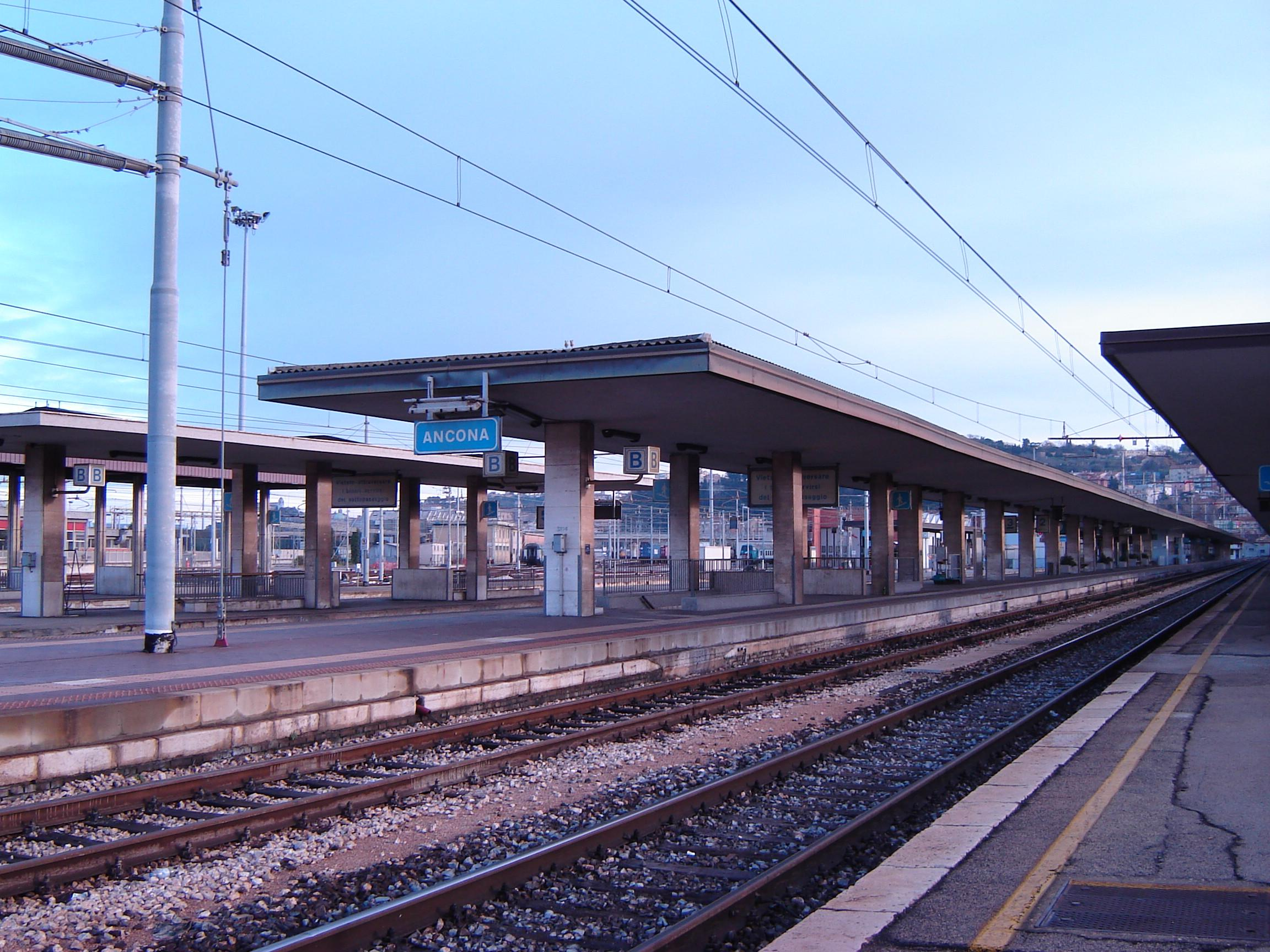
Ancona vasútállomása
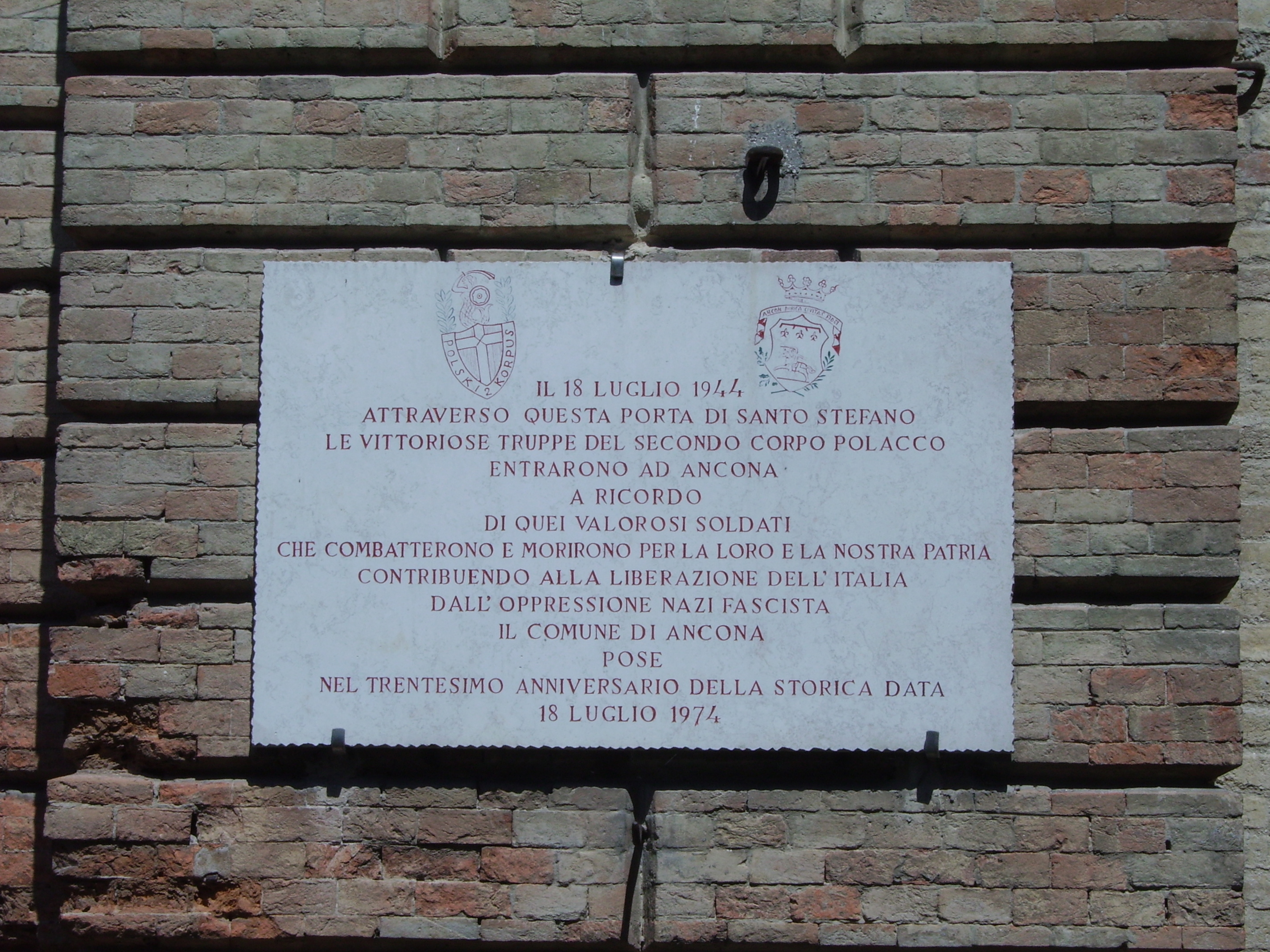
Ancona 1944-es felszabadításának emléktáblája